# WCW Hardcore Championship
Il WCW Hardcore Championship è stato un titolo di wrestling di proprietà della World Championship Wrestling, creato l'11 luglio 1999 e ritirato il 21 gennaio 2001. Il titolo veniva difeso esclusivamente in match di hardcore wrestling, in cui c'erano poche regole e restrizioni e le armi erano consentite. Alla fine, le regole furono cambiate in modo che gli incontri iniziassero nell'area del backstage ma finissero solo con schienamento sul ring, ma successivamente furono ancora modificate tornando alla modalità Falls Count Anywhere dove è possibile schienare l'avversario in qualsiasi punto dell'arena. La cintura era stata creata in risposta alla crescente fama dell'hardcore wrestling in Nord America.
Il titolo WCW Hardcore era la diretta continuazione del trofeo WCW Hardcore vinto da Fit Finlay in una Junkyard Battle Royal al pay-per-view Bash at the Beach 1999. Poco tempo dopo il PPV, il trofeo venne ritirato da Eric Bischoff a causa di un infortunio di Finlay. In seguito Norman Smiley fu dichiarato campione WCW Hardcore inaugurale.